# Östgöta-Bladet
Östgöta-Bladet var en konservativ dagstidning som utgavs 1893-1975 för Vadstena med omnejd. Tidningen grundades 1893 av boktryckaren Erik Wallin (1861-1921), och trycktes på hans eget tryckeri. Under många år gick tidningen under devisen 'Lugnt framåtskridande - Sunda reformer'. Erik Wallin gav också ut barntidningen Linnea under åren 1887-1894. Östgöta-Bladet hade sin storhetstid under början av 1900-talet och var en viktig informationskälla för Vadstena, Ödeshög med omnejd.
I reklamen under sonen Fridolf Wallins ledning gick man (kanske skämtsamt) ut med: 'Västra Östergötlands näst största varannandagstidning'. Från 1960-talet förde tidningen en tynande tillvaro med ett mycket slitet tryckeri och begränsade personalressurser. Tidningen blev slutligen nedlagd i september 1975. Kända medarbetare var bland andra Sven Jerring och Sören Blanking. Ägare var Erik Wallin 1893–1919 och Fridolf Wallin 1919–1975. Siste chefredaktör 1969–1975 var Stig Lindman.